# Campeonato Mineiro de Futsal
O Campeonato Estadual organizado pela Federação Mineira de Futsal é a competição oficial entre clubes, associações e prefeituras no Estado de Minas Gerais.
Essa competição teve seu início no ano de 1960 somente com a categoria adulta e nos dias atuais é realizada nas categorias sub 7, sub 9, sub 11, sub 13, sub 15, sub 17, sub 20 e adulta masculina e feminina.
O Campeonato Estadual em algumas categorias é classificatório para Taça Brasil de Clubes.

## Campeões ano a ano
| Ano  | Campeão          | Vice-Campeão     | 3º lugar                 | 4º lugar               |
| ---- | ---------------- | ---------------- | ------------------------ | ---------------------- |
| 1960 | Olympico Club    | Democrata        | América Mineiro          | Atlético Mineiro       |
| 1961 | Olympico Club    | Minas TC         | Villa Nova               | Tupi                   |
| 1962 | Olympico Club    | Atlético Mineiro | Tupynambás               | Minas TC               |
| 1964 | Uberaba          | América Mineiro  | Democrata                | Villa Nova             |
| 1968 | Atlético Mineiro | América Mineiro  | Tupi                     | Minas TC               |
| 1969 | Atlético Mineiro | Minas TC         | América Mineiro          | Tupynambás             |
| 1970 | Olympico Club    | Atlético Mineiro | Tupi                     | Villa Nova             |
| 1971 | Olympico Club    | América Mineiro  | Democrata                | Villa Nova             |
| 1972 | Olympico Club    | Atlético Mineiro | Minas TC                 | Villa Nova             |
| 1973 | Atlético Mineiro | Uberaba          | Tupynambás               | Guarani                |
| 1974 | Atlético Mineiro | Uberaba          |                          | América Mineiro        |
| 1975 | Olympico Club    | Tupi             | Minas TC                 | Democrata              |
| 1976 | Atlético Mineiro | América Mineiro  | Villa Nova               | Democrata              |
| 1977 | Atlético Mineiro | Minas TC         |                          | Tupynambás             |
| 1978 | América Mineiro  |                  | Uberaba                  |                        |
| 1979 | Atlético Mineiro |                  |                          | Tupi                   |
| 1980 | Olympico Club    | Minas TC         | Villa Nova               | Atlético Mineiro       |
| 1981 | Villa Nova       | América Mineiro  | Guarani                  | Democrata              |
| 1983 | América Mineiro  | Atlético Mineiro | Tupi                     | Tombense               |
| 1984 | Atlético Mineiro | Democrata        | América Mineiro          | Uberaba                |
| 1985 | América Mineiro  | Atlético Mineiro |                          | Tupynambás             |
| 1991 | Minas TC         | Uberaba          | Tupi                     | Tombense               |
| 1992 | Minas TC         |                  | Democrata                | Guarani                |
| 1996 | Minas TC         |                  | Atlético Mineiro         | América Mineiro        |
| 1997 | Minas TC         | Atlético Mineiro | Tupi                     | Tupynambás             |
| 1998 | Atlético Mineiro | Tupi             | Guarani                  | Democrata              |
| 1999 | Atlético Mineiro | Ipatinga         | América Mineiro          | Tupi                   |
| 2000 | Atlético Mineiro | Ipatinga         | Tupynambás               | Tupi                   |
| 2001 | Minas TC         | Montes Claros    | Ipatinga                 | Tupi                   |
| 2002 | Minas TC         | América Mineiro  | Tupi                     | Atlético Mineiro       |
| 2003 | Praia Clube      | Tupi             | Ipatinga                 | Tombense               |
| 2004 | Minas TC         |                  | Atlético Mineiro         | Montes Claros          |
| 2005 | Minas TC         |                  | Tupynambás               | Ipatinga               |
| 2006 | Minas TC         |                  | Uberaba                  | Ipatinga               |
| 2007 | Minas TC         |                  | Atlético Mineiro         | Montes Claros          |
| 2008 | Minas TC         | Ciclodias        | Atlético Mineiro         | Uberaba                |
| 2009 | Minas TC         | Praia Clube      | Prefeitura Itabira       | Prefeitura Betim       |
| 2010 | Minas TC         | Praia Clube      | Passense                 | Oásis Clube            |
| 2011 | Minas TC         | Passense         | SE Amigos                | Praia Clube            |
| 2012 | Minas TC         | Praia Clube      | Prefeitura Congonhas     | SE Amigos              |
| 2013 | Minas TC         | Olympico Club    | Prefeitura Padre Paraíso | U.R.Sacramentana       |
| 2014 | Minas TC         | SE Amigos        | Olympico Club            | Prefeitura Itabira     |
| 2015 | Minas TC         | Olympico Club    | SE Amigos                | Uberlândia TC          |
| 2016 | Minas TC         | Tupi             | SE Amigos                | Cruzeiro Padre Paraíso |
| 2017 | Minas TC         | Praia Clube      | Nacional AC              | Boa Esporte            |
| 2018 | Praia Clube      | Minas TC         | Tupi                     | Patrocínio TC          |
| 2019 | Minas TC         | Saja             | SE Gouvêia               | América Mineiro        |

## Maiores Campeões
| Clube            | Campeão | Anos dos Títulos | Vice | Anos do Vice                       |
| ---------------- | ------- | --- | ---- | ---------------------------------- |
| Minas TC         | 21      | 1991, 1992, 1996, 1997, 2001, 2002, 2004, 2005, 2006, 2007, 2008, 2009, 2010, 2011, 2012, 2013, 2014, 2015, 2016, 2017, 2019 | 1    | 2018                               |
| Atlético Mineiro | 11      | 1968, 1969, 1973, 1974, 1976, 1977, 1979, 1984, 1998, 1999, 2000                                                             | 6    | 1962, 1970, 1972, 1983, 1985, 1997 |
| Olympico Club    | 8       | 1960, 1961, 1962, 1970, 1971, 1972, 1975, 1980                                                                               | 2    | 2013, 2015                         |
| América Mineiro  | 3       | 1978, 1983, 1985 | 4    | 1964, 1968, 1981, 2002             |
| Praia Clube      | 2       | 2003, 2018 | 4    | 2009, 2010, 2012, 2017             |
| Villa Nova       | 1       | 1981 | 0    |                                    |
| Uberaba          | 1       | 1964 | 0    |                                    |
| Ciclodias        | 0       | | 1    | 2008                               |
| Passense         | 0       | | 1    | 2011                               |
| SE Amigos        | 0       | | 1    | 2014                               |
| Tupi             | 0       | | 1    | 2016                               |
| Sada             | 0       | | 1    | 2019                               |